# Tika de Jonge
Tika de Jonge (Zierikzee, 11 maart 2003) is een Nederlands voetballer die als aanvallende middenvelder voor FC Groningen speelt.

## Carrière
In 2007 begon De Jonge met voetballen bij VV MEVO om na 2,5 jaar over te stappen naar buurman VV Zierikzee. Op achtjarige leeftijd trok hij de aandacht van Feyenoord waarna hij in Rotterdam zijn geluk ging beproeven. Het heen en weer rijden vanuit Zierikzee werd zijn ouders te veel waardoor hij na drie seizoenen de overstap maakte naar JOVZ in Vlissingen. Na afloop van het seizoen in Zeeland belandde hij op 12-jarige leeftijd in de jeugdopleiding van NAC Breda.
Na vijf seizoenen bleek dat bij de Bredase club er geen profcontract inzat voor De Jonge. Hij vertrok en ondertekende in juli 2020 een contract voor drie jaar bij FC Groningen. Hij kwam in de Onder-18 van trainer Paul Matthijs terecht. Op 12 september 2019 maakte hij zijn debuut tijdens de met 0-2 gewonnen uitwedstrijd tegen de leeftijdsgenoten van ADO Den Haag. Een kleine twee jaar later speelde hij zijn eerste minuten in de Onder-21. Op Sportpark Corpus den Hoorn werd met 2-1 gewonnen van N.E.C.  Op 11 november 2021 speelde hij mee tijdens een oefenwedstrijd tegen FC Emmen voor de eerste keer met het eerste elftal mee. In mei 2023 verlengde De Jonge zijn contract bij FC Groningen tot en met 2024 met een cluboptie tot nog een jaar.
In de voorbereiding op het seizoen 2023/24 werd De Jonge door Dick Lukkien bij de eerste selectie gehaald. Hij ging mee op trainingskamp en speelde mee in de oefenwedstrijden tegen de amateurs van VV Annen en de profs van De Graafschap. In de wedstrijd tegen de Doetinchemmers was De Jonge de matchwinner door in de 54e minuut het enige doelpunt te maken. Op 15 september 2023 zat De Jonge tijdens de thuiswedstrijd tegen ADO Den Haag voor de eerste keer op de reservebank tijdens een officiële wedstrijd. Hij kwam niet in actie. Op 20 oktober 2023 maakte De Jonge zijn debuut in het eerste elftal van FC Groningen tijdens de met 2-1 verloren uitwedstrijd tegen De Graafschap. Hij kwam in de 67e minuut in het veld voor Joey Pelupessy.

## Clubstatistieken
| Seizoen | Club         | Competitie     | Competitie | Competitie | Beker | Beker | Overig | Overig | Internationaal | Internationaal | Totaal | Totaal |
| Seizoen | Club         | Competitie     | Wed.       | Dlp.       | Wed.  | Dlp.  | Wed.   | Dlp.   | Wed.           | Dlp.           | Wed.   | Dlp.   |
| ------- | ------------ | -------------- | ---------- | ---------- | ----- | ----- | ------ | ------ | -------------- | -------------- | ------ | ------ |
| 2023/24 | FC Groningen | Eerste divisie | 8          | 0          | 0     | 0     | 0      | 0      | -              | -              | 1      | 0      |
| Totaal  | Totaal       | Totaal         | 8          | 0          | 0     | 0     | 0      | 0      | 0              | 0              | 1      | 0      |

Bijgewerkt t/m 20 oktober 2023.

## Interlandloopbaan
Begin 2019 maakte De Jonge tijdens de met 0-2 verloren jeugdinterland tegen Estland  zijn debuut als jeugdinternational bij het Futureteam van Oranje onder-16.